# Kimi ni aitakute
Kimi ni aitakute (jap. 君に逢いたくて; dos. Chcę cię poznać) – osiemnasty singel japońskiego artysty Gackta, wydany 27 października 2004 roku. Singel osiągnął 2 pozycję w rankingu Oricon i pozostał na listach przebojów przez 17 tygodni. Sprzedano 124 280 egzemplarzy.

## Lista utworów
Wszystkie utwory zostały napisane i skomponowane przez Gackt C.
| Nr | Tytuł                                                   | Aranżacja  | Czas |
| -- | ------------------------------------------------------- | ---------- | ---- |
| 1. | "Kimi ni aitakute" (jap. 君に逢いたくて)                | Chachamaru | 5:29 |
| 2. | "Peace" (jap. ピース)                                   | Chachamaru | 4:07 |
| 3. | "Kimi ni aitakute" (jap. 君に逢いたくて) (instrumental) | Chachamaru | 5:29 |
| 4. | "Peace" (jap. ピース) (instrumental)                    | Chachamaru | 4:07 |